# インフィニット (ストラトヴァリウスのアルバム)
『インフィニット』（英語: Infinite）は、ストラトヴァリウスの8枚目のオリジナル・アルバム。2000年2月23日にビクターエンタテインメントから発売された。

## 概要
楽曲はスピードチューンが多くを占めているが、イェンス・ヨハンソンによる早弾きキーボードをフィーチャーした曲やヨルグ・マイケルによる激しいドラミングが目立つ曲など、個性のある楽曲構成である。
9分を超えるオーケストラをフィーチャーした大作『インフィニティ』は2003年の日本映画『スパイ・ゾルゲ』の予告編とテレビCMに使用された。
1曲目の"Hunting High and Low"はティモ・トルキ作曲/ティモ・コティペルト作詞。5曲目の"Glory of the World"、フランス版ボーナストラック"Keep The Flame," and "Why Are We Here"はイェンス・ヨハンソンによる作詞作曲。日本版ボーナストラック"What Can I Say"はティモ・コティペルトによる作詞作曲。その他の作品はすべてティモ・トルキによる作詞作曲である。
フィンランドではチャート1位を獲得し、ストラトヴァリウス初のゴールドディスクを記録している。フランス版は2枚組のボックスセットが発売されている。

## 収録曲
1. "ハンティング・ハイ・アンド・ロー" -"Hunting High and Low" – 4:08
2. "ミレニアム" -"Millennium" – 4:09
3. "マザー・ガイア" -"Mother Gaia" – 8:18
4. "フェニックス" -"Phoenix" – 6:13
5. "グローリー・オブ・ザ・ワールド" -"Glory of the World" – 4:53
6. "ア・ミリオン・ライト・イヤーズ・アウェイ" -"A Million Light Years Away" – 5:19
7. "フリーダム" -"Freedom" – 5:03
8. "インフィニティ" -"Infinity" – 9:22
9. "セレスチャル・ドリーム" -"Celestial Dream" – 2:31

Bonus

1. "ホワット・キャン・アイ・セイ?" -"What Can I Say?" - (日本版)
2. "イッツ・ア・ミステリー" -"It's a Mystery" - 4:04 (フランス版2枚組)
3. "ホワイ・アー・ウィー・ヒア" -"Why Are We Here" - 4:43 (フランス版2枚組)
4. "キープ・ザ・フレーム" -"Keep The Flame" - 2:47 (フランス版2枚組)
5. "フェニックス (デモ)" -"Phoenix (demo)" (フランス版2枚組)

## 参加ミュージシャン
- ティモ・コティペルト - Vocals
- ティモ・トルキ - Guitar
- ヤリ・カイヌライネン - Bass
- イェンス・ヨハンソン - Keyboards
- ヨルグ・マイケル - Drums